# إريك أولسون (لاعب رماية)
إريك أولسون (بالسويدية: Erik Ohlsson)‏ هو لاعب رماية سويدي، ولد في 20 نوفمبر 1884 في مالمو في السويد، وتوفي بنفس المكان في 19 سبتمبر 1980.

## وصلات خارجية
- إريك أولسون على موقع أوليمبيديا (الإنجليزية)
- إريك أولسون على موقع اللجنة الأولمبية السويدية (السويدية)